# 브라이스가우

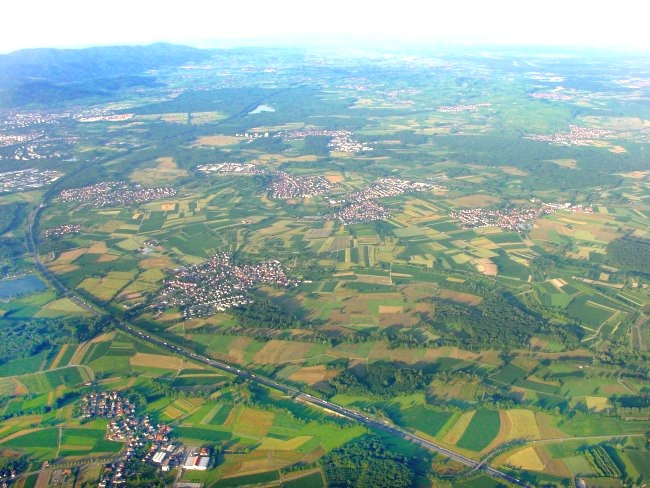
하늘에서 내려다 본 브라이스가우

브라이스가우(독일어: Breisgau)는 독일 남서부에 위치한 지역으로 라인강과 슈바르츠발트 사이에 위치한다. 행정 중심지는 프라이부르크임브라이스가우이며 행정 구역상으로는 바덴뷔르템베르크주에 속한다.
독일에서 온난한 기후를 띠고 있는 곳이며 평균 기온은 11°C, 평균 강수량은 900mm이다. 포도주 산지로 유명한 곳이다.